# احتمالاً ممکنه
«احتمالاً ممکنه» (به انگلیسی: Possibly Maybe) ترانه‌ای از هنرمند ایسلندی بیورک می‌باشد که به‌عنوان پنجمین تک‌آهنگ از دومین آلبوم استودیویی وی تحت عنوان پست (۱۹۹۵) منتشر گردیده‌است. این قطعه یک ترانه با تن‌های سنگین الکترونیک و بیت‌های ملایم است که به احساسات عاشقانه‌ای که ممکن است شکل بگیرند، می‌پردازد. این ترانه در بریتانیا به عنوان پنجمین تک‌آهنگ آلبوم منتشر شد و در نوامبر سال ۱۹۹۶ جایگاهٔ سیزدهم جدول تک‌آهنگ‌های بریتانیا را از آن خود کرد.